# Oleksandr Holovko
Oleksandr Holovko (en ukrainien : Олександр Головко) ou Aleksandr Golovko (en russe : Александр Головко), né le 6 janvier 1972 à Kherson, en RSS d'Ukraine (Union soviétique), est un footballeur ukrainien, ayant terminé sa carrière comme défenseur central du Tavria Simferopol après avoir joué au Dynamo Kiev.
Il compte 58 sélections en équipe d'Ukraine entre 1995 et 2004.